# Lärarlyftet
Lärarlyftet är en paraplybenämning för den borgerliga svenska regeringens satsningar på lärarfortbildning, VAL och forskarskolor, vilka inleddes 2007 enligt Förordning (2007:222) om statsbidrag för fortbildning av lärare. Upprättandet av den nya lärarutbildningen har också inledningsvis räknats som en del av lärarlyftet. Lärarlyftet infördes etappvis i Lärarlyftet I (2007-2010) och Lärarlyftet II.

## Lärarlyftet II
Lärarlyftet II påbörjades våren 2012 och planerades först fortgå fram till år 2014, men har förlängts flera gånger och nu till år 2025. Lärarförbundet ansåg att lärarlyftet borde byggas ut och permanentas, vilket också skedde. Reformerna inom ramen för Lärarlyftet II är nära kopplade till den nya skollagen 2011 och införandet av lärarlegitimation.